# Carara (Einheit)
Carara war ein italienisches Gewichtsmaß. Es galt in Livorno und wurde für Seefische und Wolle verwendet. Das Maß ist eng mit dem Maß Cantaro, das als Zentner galt, verbunden, andere Quellen setzen beide Maße gleich.
- Zypern 1 Carara/Cantaro = 400 Pfund
- Livorno 1 Carara/Cantaro = 150–160 Pfund